# Jesús Fernández (baloncestista)
Jesús Fernández Hernández (Villena, Alicante, 6 de agosto de 1975) es un exjugador de baloncesto español.
Tiene una altura de 2,03 m, ocupaba la posición de pívot y toda su carrera ha transcurrido en diferentes equipos de distintas categorías del baloncesto español.
En la temporada 2006/07, cuando pertenecía al CB Granada de la liga ACB, finalizó la temporada regular como máximo reboteador nacional de la competición con una media de 6,6 rechaces capturados por encuentro en 26 partidos disputados.
Antes del inicio de la temporada 2007/08, el jugador ejecutó una cláusula en su contrato que le permitía desvincularse unilateralmente del CB Granada y fichó por el Vive Menorca, dándose la circunstancia de que con su incorporación se convirtió en el primer pívot zurdo de la historia del club.
Al finalizar la temporada 2016/2017, a los 41 años, anuncia su retirada como jugador profesional de baloncesto, siendo el Fundación CB Granada el último equipo profesional en el que ha militado. 
Tuvo una longeva carrera de 25 años jugando al baloncesto, jugando 13 temporadas y  disputando 336 partidos en la Liga ACB en Valencia, Menorca, Fuenlabrada y Granada.
Campeón Torneo de verano 2017 en Nerja.

## Trayectoria deportiva
- Categorías inferiores: Pamesa Valencia
- 1992/93:V-74 de Villena
- 1993/94: Godella, 2ª División y Pamesa Valencia, ACB
- 1994/95: Óptica Gandía, EBA
- 1995/96: Pamesa Valencia, EBA
- 1996/97: Pamesa Valencia, ACB y Aguas de Valencia Calpe, EBA
- 1997/98: Pamesa Valencia, ACB y Lucentum Alicante, LEB
- 1998/00: Club Ourense Baloncesto, LEB
- 2000/01: Club Ourense Baloncesto, ACB
- 2001/03: Jabones Pardo Fuenlabrada, ACB
- 2003/04: CB Granada, LEB
- 2004/07: CB Granada, ACB
- 2007/09: Vive Menorca, ACB
- 2009/11: CB Granada, ACB
- 2009/11: CB Granada, LEB Oro
- 2012/2013 : Lucentum Alicante, LEB Oro
- 2013 : Águilas de Hilares , primera mexicana
- 2014 : Básquet Club River Andorra , LEB Oro
- 2014/15: Fundación Club Baloncesto Granada, Liga EBA
- 2015/17: Fundación Club Baloncesto Granada, LEB Plata